# William Gibson (hockey sur glace)
Pour les articles homonymes, voir William Gibson (homonymie) et Gibson.
William « Billy » James Gibson (né le 22 avril 1927 à Merritt (Colombie-Britannique), mort le 29 août 2006 à Lethbridge) est un joueur canadien de hockey sur glace.

## Carrière
De parents d'origine écossaise et irlandaise, la famille Gibson s'installe à Lethbridge quand il a six mois. Pendant son enfance, il vit deux ans en Europe. Il commence le hockey lorsqu'il a 11 ans. 
William Gibson commence sa carrière en 1947 avec les Lethbridge Native Sons dans la Ligue junior du Sud de l'Alberta pendant un an. Il participe à des camps d'entraînement des Red Wings de Détroit entre 1946 et 1948. De 1947 à 1951, l'attaquant joue pour les Maple Leafs de Lethbridge dans la Western Canada Senior Hockey League. Il signe ensuite chez les Mercurys d'Edmonton. Il revient avec les Lethbridge Native Sons pour la saison 1953-1954, qui participent désormais à la Ligue de hockey intermédiaire Alberta-Montana, puis prend sa retraite. Au cours de la saison 1958-1959, il est brièvement entraîneur-joueur des Maple Leafs de Lethbridge.
En 1950, les Maple Leafs de Lethbridge remportent la Western Canada Senior Hockey League. Les Maple Leafs sont sélectionnés pour représenter le Canada aux Championnats du monde de 1951 à Paris. Entraînés par Dick Gray, les Maple Leafs remportent la médaille d'or, après quoi ils font une tournée européenne. Ils participent à la première compétition de la Coupe Sir Winston Churchill qu'ils remportent. Au cours de leur tournée européenne, ils disputent 62 matchs, en remportant 51, égalité pour 4 et en perdant 7. La tournée de l'équipe est supervisée par Frank Sargent, ancien président de l'Association canadienne de hockey amateur. Gibson est le deuxième meilleur buteur derrière son compatriote Stanley Obodiac ; il marque notamment dans les matchs de poule deux buts contre les États-Unis et trois contre la Suisse.
En juillet 1951, le président de l'Association canadienne de hockey amateur, Doug Grimston, annonça que les Mercurys représenteront le Canada au hockey sur glace aux Jeux olympiques de 1952 à Oslo. L'équipe parcourt l'Europe pendant trois mois, jouant une cinquantaine de matchs. Le Canada devient champion olympique. En huit matchs, Gibson marque 22 points, dont 15 buts ; il est le meilleur marqueur canadien.
Après la fin de sa carrière de hockey, il travaille comme vendeur de voitures à Lethbridge pendant 42 ans jusqu'à sa mort.
Comme membre de l’équipe olympique, Gibson est intronisé au Temple de la renommée et Musée du sport de l'Alberta en 1968, au Temple de la renommée de Lethbridge en 1985 avec les Native Sons de Lethbridge et au Temple de la renommée olympique du Canada en 2002, avec les Mercurys d'Edmonton de 1952.